# Peter-Olaf Hoffmann
Peter-Olaf Hoffmann (* 27. Mai 1947 in St. Peter-Ording) ist ein deutscher Kommunalpolitiker (CDU), der mehrmals Bürgermeister von Dormagen war.

## Leben
Peter-Olaf Hoffmann absolvierte sein Abitur 1966, woraufhin er bis 1971 Rechts- und Staatswissenschaften an den Universitäten Freiburg und Bonn studierte. Nach seinem zweiten Staatsexamen 1974 war er bis 1980 Richter am Amtsgericht Düsseldorf.
1974 trat er der Christlich Demokratischen Union bei. Mit 28 Jahren wurde er Fraktionschef der CDU im Dormagener Stadtrat. Im Jahre 1979 sowie von 1987 bis 1989 war er Bürgermeister von Dormagen, ehe er am 30. August 2009 mit 41,1 Prozent erneut gewählt wurde. Am 25. Mai 2014 wurde er als Bürgermeister überraschend nicht wieder gewählt: Sein Herausforderer, der SPD-Kandidat Erik Lierenfeld, gewann die Wahl im ersten Anlauf mit 52,1 Prozent. Der Wahlniederlage waren parteiinterne Querelen und mangelnde Unterstützung durch Teile der eigenen Partei vorausgegangen. In diesem Zuge verließ Hoffmann kurz nach seiner Wahlniederlage die CDU. Im Januar 2023 trat er der CDU wieder bei.
Von 1980 bis 1985 war er Mitglied des Landtages Nordrhein-Westfalen.
Im Jahre 1990 ging er zum Viersener Entsorgungsunternehmen Trienekens AG. Von 2000 bis 2010 war er Sprecher der Geschäftsführung der Abfallentsorgungs- und Verwertungsgesellschaft Köln mbH (AVG), welche er 1992 mitgegründet hatte.

## Familie
Hoffmann ist verheiratet und Vater zweier erwachsener Kinder.